# بریستول بیوفایتر
بریستول بیوفایتر (به انگلیسی: Bristol Beaufighter) یک هواگرد ساختِ کارخانهٔ بریستول ایروپلین در کشور بریتانیا است. نخستین استفاده‌کنندهٔ این هواپیما نیروی هوایی سلطنتی بریتانیا بوده‌است. این هواگرد برای نخستین بار در ۱۷ ژوئیه ۱۹۳۹ میلادی مورد استفاده قرار گرفت.